# Žaloba proti rozhodnutí správního orgánu
Žaloba proti rozhodnutí správního orgánu (dále jen „žaloba“) je jedním z klasických nástrojů systému brzd a protivah typických pro demokratické právní státy,[zdroj?] který umožňuje soudní moci přezkoumávat činnost moci výkonné spočívající v oblasti autoritativního rozhodování o právech a povinnostech formou rozhodnutí.
V České republice se jedná o ústavně zaručený institut práva na soudní přezkum rozhodnutí orgánů veřejné správy (čl. 36 odst. 2 Listiny základních práv a svobod), který zajišťují správní soudy v řízení podle zákona č. 150/2002 Sb., soudního řádu správního, ve znění pozdějších předpisů (dále jen „s. ř. s.“). Zároveň se jedná o nejrozsáhlejší agendu správního soudnictví.
Účelem institutu je zajistit jednotlivcům (fyzickým a právnickým osobám) prostředek k ochraně jejich veřejných subjektivních práv, do kterých správní orgán zasáhl svým rozhodnutím (§ 65 odst. 1 s. ř. s.).
Žalobce se může žalobou domáhat zrušení rozhodnutí správního orgánu, snížení uloženého trestu za správní delikt či upuštění od něho nebo vyslovení nicotnosti rozhodnutí správního orgánu.

## Podmínky pro podání žaloby

### Základní předpoklady
Žalobu může podat ten, kdo tvrdí, že byl zkrácen na svých právech rozhodnutím správního orgánu či předcházejícím řízením (§ 65 odst. 1 s. ř. s.), zpravidla se bude jednat o účastníka správního řízení, se kterým správní orgán řízení vedl.
Žalobce před tím musel vyčerpat všechny dostupné řádné opravné prostředky v rámci řízení před správním orgánem (§ 68 písm. a) s. ř. s.).
Pro úspěšnost žaloby je podstatné naplnění obecných podmínek, že soud o téže věci již nerozhodl (překážka res iudicata), že o téže věci neprobíhá jiné řízení (překážka litispendence), a musí být splněny i další podmínky řízení (§ 46 odst. 1 písm. a) s. ř. s.).
Zároveň žaloba nemůže být úspěšná, pokud je pro některý důvod nepřípustná (§ 68 s. ř. s.), nebo je podána proti správnímu rozhodnutí, které je vyloučeno ze soudního přezkumu (§ 70 s. ř. s.).
Žaloba se podává ve lhůtě dvou měsíců od okamžiku, kdy bylo žalobci doručeno konečné rozhodnutí správního orgánu. Zákon neumožňuje lhůtu prodloužit (§ 72 odst. 1 a 4 s. ř. s.). Soud by se nezabýval opožděnou, ale ani předčasnou žalobou (§ 46 odst. 1 písm. b) s. ř. s.).

### Soudní příslušnost
Žaloba se podává zpravidla u krajského soudu, v jehož obvodu sídlí správní orgán, jenž vydal rozhodnutí v prvním stupni (§ 7 odst. 1 a 2 s. ř. s.). V určitých výslovně vymezených řízeních se sociálním aspektem se ale podává ke krajskému soudu, v jehož obvodu má žalobce bydliště, sídlo, nebo se v něm zdržuje (§ 7 odst. 3 s. ř. s.).

### Obsah žaloby
Žaloba musí vedle obecných obsahových náležitostí podání (§ 37 odst. 3 s. ř. s.) navíc obsahovat (§ 71 odst. 1 a 2 s. ř. s.):
- označení napadeného rozhodnutí správního orgánu a den jeho doručení žalobci;
- označení dalších osob, které by mohly být dotčeny řízením na svých právech;
- označení výroků rozhodnutí, které žalobce napadá;
- jednotlivé žalobní námitky, ze kterých musí být patrno, z jakých právních a skutkových důvodů považuje žalobce napadené výroky za nezákonné nebo nicotné;
- navržené důkazy k prokázání žalobcových tvrzení;
- návrh výroku rozsudku (petit);
- opis napadeného rozhodnutí.

### Zásada koncentrace
Rozšířit žalobu o další žalobní námitky je možné jen ve lhůtě pro podání žaloby (§ 71 odst. 2 s. ř. s.). To znamená, že pokud žalobce bude chtít doplnit po stanovené lhůtě další námitky, které ale již mohl doplnit dříve, soud k nim nebude přihlížet.

## Řízení o žalobě

### Účastníci řízení
Účastníky řízení jsou žalobce a správní orgán, který rozhodoval v posledním stupni (§ 69 s. ř. s.). Někdy ale okolnosti nasvědčují tomu, aby se řízení účastnily i další osoby, které by mohly být řízením před soudem dotčeny (§ 34 s. ř. s.).

### Jednání před soudem
Oproti obecně platným principům veřejnosti, ústnosti a přímosti soudního řízení, které se projevují v tom, že těžištěm soudního řízení je jednání u soudu, řízení o žalobě před správním soudem může proběhnout i bez nařízeného jednání. Soud zruší rozhodnutí správního orgánu při závažných pochybeních nebo prohlásí jeho nicotnost bez jednání (§ 76 odst. 1 s. ř. s.). Soud rozhodne i bez jednání, pokud mu to účastníci řízení shodně navrhli, souhlasí s tímto postupem soudu nebo se k takovému návrhu soudu ve lhůtě nevyjádřili (§ 51 s. ř. s.). Naproti tomu, pokud soud chce provádět dokazování, nařídí jednání vždy (§ 77 odst. 1 s. ř. s.).

### Přezkum správního rozhodnutí
Soud v řízení vychází ze skutkového a právního stavu, který zde byl v době, kdy rozhodoval správní orgán (§ 75 odst. 1 s. ř. s.). Pokud soud neshledá zákonem stanovené závažné důvody pro zrušení správního rozhodnutí z vlastní iniciativy, přezkoumává rozhodnutí správního orgánu pouze v mezích žalobních námitek, které vznesl žalobce, a to s ohledem na koncentrační zásadu.

### Dokazování
Soud je povinen provádět dokazování pouze při jednání (§ 77 odst. 1 s. ř. s.). Soud ale není limitován při výběru důkazů pouze návrhy stran a může provádět dle své úvahy i další důkazy (§ 52 odst. 1 s. ř. s.). Soud je přitom oprávněn zopakovat i doplnit důkazy provedené správním orgánem (§ 77 odst. 2 s. ř. s.). Při posuzování důkazů soud hodnotí důkazy předložené správním orgánem ve spojitosti s tím, co vyšlo najevo z důkazů provedených před soudem (§ 77 odst. 2 s. ř. s.).

## Soudní rozhodnutí
Pokud soud dospěje k závěru, že žaloba je důvodná, zruší rozhodnutí správního orgánu (§ 78 odst. 1 s. ř. s.). Soud dále může snížit trest za správní delikt nebo od něj upustit, jestliže byl uložen ve zjevně nepřiměřené výši; takový postup může zvolit ale pouze tehdy, pokud mu ho navrhl žalobce (§ 78 odst. 2 s. ř. s.). Ve zvláštních případech soud vysloví nicotnost rozhodnutí (§ 76 odst. 2 s. ř. s.).
Soud může zrušit dle svého uvážení i rozhodnutí prvního stupně (§ 78 odst. 3 s. ř. s.).
Správní orgán je následně v dalším řízení vázán právním názorem krajského soudu (§ 78 odst. 4 s. ř. s.).
Pokud žaloba není důvodná, soud ji zamítne (§ 78 odst. 7 s. ř. s.).

## Opravné prostředky
Soudní řád správní zná dva opravné prostředky: kasační stížnost (§ 102 s. ř. s.) a obnovu řízení (§ 111 s. ř. s.).

## Prameny právní úpravy
- Listina základních práv a svobod
- Zákon č. 150/2002 Sb., soudní řád správní, ve znění pozdějších předpisů